# Chambon (Cher)
Chambon település Franciaországban, Cher megyében. Lakosainak száma 154 fő (2022. január 1.). Chambon Crézançay-sur-Cher, Ineuil, Morlac, Saint-Symphorien és Vallenay községekkel határos.

## Népesség
A település népességének változása:
| Lakosok száma | 231  | 143  | 122  | 147  | 163  | 171  | 173  | 169  | 162  | 154  |
|               | 1968 | 1982 | 1990 | 2006 | 2013 | 2015 | 2017 | 2019 | 2020 | 2022 |